# Remigiusz Jezierski
Remigiusz Jezierski (ur. 19 stycznia 1976 w Świdnicy) – polski piłkarz, w latach 1997–2011 na pozycji napastnika w Polonii Świdnica, Śląska Wrocław, Hapoelu Beer Szewa, Górnika Łęczna, Bene Sachnin, Ruchu Chorzów oraz Jagiellonii Białystok. 
Po sezonie 2010/11 zakończył karierę. 

## Sukcesy
Jagiellonia Białystok
- Puchar Polski (1): 2009/10